# Semnornis
Semnornis és un petit gènere d'ocells coneguts en anglès com "toucan-barbets" (barbuts tucans), inclou dues espècies.

## Distribució i hàbitat
Habiten en boscos humits de la zona neotropical. A més del bosc primari poden ocupar les vores dels boscos i vegetació secundària. No són espècies migratòries, i ni tan sols els joves s'allunyen molt del lloc de naixement.

## Descripció
- Són ocells grans, arribant als 21 cm de llargària l'espècie major: Semnornis ramphastinus.[2]
- Grans i forts becs.[3]
- Plomatge vistós, sense un evident dimorfisme sexual.[3]

## Hàbits
Són aus molt sociables, i se'ls pot veure, bé en grups petits de fins a cinc o sis elements, o en solitari. Desenvolupen la seva activitat durant el dia i es mostren actius des de molt enjorn.

## Alimentació
La dieta d'aquestes dues espècies es compon de fruits i insectes. La preponderància de la fruita sembla major que en els tucans o els barbuts. Els insectes són més comuns en la dieta dels pollets. També poden alimentar les seves cries amb un petit nombre de vertebrats. S'han observat menjant flors.

## Reproducció
Ambdues espècies són criadors monògams.

## Taxonomia
S'incloïen amb els barbuts africans, asiàtics i americans a una gran família parafilètica, però més tard es van separar en la seva pròpia família, els semnornítids (Semnornithidae). Tenen avantpassats comuns amb els tucans i els barbuts americans, el que fa que modernament se'ls pugui tractar com una subfamília (Semnornithinae) de la família dels tucans. De fet en la classificació del Congrés Ornitològic Internacional apareixen dins la família Ramphastidae.
Conté dues espècies.
- cabut de Frantzius (Semnornis frantzii).[5]
- cabut tucà (Semnornis ramphastinus).[6]